# Slaget vid Telschi
Slaget vid Telschi ägde rum den 7 februari 1679 under det Skånska kriget, vid dagens Telšiai i Litauen mellan svenska och brandenburgska trupper. Striden slutade oavgjort, men de svenska trupperna drog sig tillbaka till Riga.